# Stars in My Crown (film 1950)
Stars in My Crown è un film del 1950 diretto da Jacques Tourneur.
È un western statunitense con Joel McCrea, Ellen Drew, Dean Stockwell e Alan Hale ambientato nel 1865. È basato sul romanzo del 1947 Stars in My Crown di Joe David Brown.

## Trama
La voce fuori campo di John Kenyon racconta le vicende della sua città, Walesburg, dopo la guerra civile americana.
La comunità, guidata dal pastore Josiah Gray, vive gioie e dolori, tra cui un'epidemia di tifo e problemi razziali, da cui comunque esce rafforzata e più unita.

## Produzione
Il film, diretto da Jacques Tourneur su una sceneggiatura di Joe David Brown e Margaret Fitts e un soggetto dello stesso Brown, fu prodotto da William H. Wright per la Metro-Goldwyn-Mayer e girato nei Metro-Goldwyn-Mayer Studios a Culver City, California, dal 10 maggio a fine giugno 1949. Il film doveva originariamente essere interpretato da Robert Taylor.

## Distribuzione
Il film fu distribuito negli Stati Uniti dall'11 maggio 1950 al cinema dalla Metro-Goldwyn-Mayer.
Altre distribuzioni:
- in Australia il 1º settembre 1950
- in Svezia il 17 dicembre 1951 (Pionjärer)
- in Finlandia il 13 giugno 1952 (Sanan voimalla)
- in Brasile (O Testamento de Deus)
- in Spagna (Estrellas en mi corona)
- in Spagna (Estrelles a la meva corona)
- in Portogallo (Estrelas da Minha Coroa)